# 王于
王于（1931年—），女，四川成都人，中华人民共和国政治人物，曾任中共四川省委统战部部长，四川省政协副主席，第七届全国政协委员。